# エス・ディ・ロジ
株式会社エス・ディ・ロジ（英: S.D.LOGI Corporation.）は、愛知県名古屋市熱田区神戸町に本社を置き、医薬品流通を行う企業。スズケングループの一企業。旧社名は、株式会社アイチメディカル・愛知ミドリ十字株式会社（あいちみどりじゅうじ）・株式会社スズケンロジコム。
愛知ミドリ十字株式会社時代は、愛知県名古屋市に本社を置き、主にミドリ十字の医薬品・輸血血液の卸売業を営んでいた。

## 概要
現在は、医薬品流通に特化したロジスティクスサービスを提供している。
- 一般貨物自動車運送業
  - 物流業務の受託
  - 物流センター業務の受託
  - 倉庫内業務の受託
  - メーカー物流の受託
  - 納品業務の受託
  - SPD（病院内物流）業務の受託

## 沿革
- 1952年（昭和27年）8月 - 日本ブラッドバンク（後のミドリ十字や三菱ウェルファーマを経て、現・田辺三菱製薬）の輸血用血液の東海地区の供給拠点として、財団法人公衆保険協会日本血液銀行東海地区配給所を設立。
- 1958年（昭和33年）1月 - 血液事業部を分離し、株式会社東海ブラットセンターを設立。
- 1958年（昭和33年）4月23日 - 長野県に県外子会社として、株式会社長野ブラットセンターを設立。
- 1963年（昭和38年）7月 - 長野ブラットセンターが東海ブラットセンターを合併し、東海販売株式会社に社名変更。
- 1966年（昭和41年）
  - 4月 - 日本ブラッドバンクの「株式会社ミドリ十字」への商号変更にあわせて、社名を株式会社愛知ミドリ十字に変更。血液業務に加えて医療用医薬品の卸業務を開始。
  - 5月 - 神奈川県の株式会社東神薬品と業務提携。
- 1969年（昭和44年）8月 - スズケンの完全子会社となる（現在は連結子会社）。
- 1974年（昭和49年）1月 - 株式会社東神薬品を合併。
- 1977年（昭和52年）7月 - 株式会社アイチメディカルに社名変更。
- 1999年（平成11年）10月 - 卸業から運送業へ転換。株式会社スズケンロジコムに社名変更。
- 2014年（平成26年）10月1日 - 同じスズケングループに属する秋山物流サービス株式会社および株式会社コラボワークスを吸収合併し、株式会社エス・ディ・ロジに商号変更[3]。